# Rödnörel
Rödnörel (Minuartia rubella eller Sabulina rubella) är en nejlikväxtart som först beskrevs av Göran Wahlenberg, och fick sitt nu gällande namn av William Philip Hiern. Rödnörel ingår i släktet nörlar, och familjen nejlikväxter. Inga underarter finns listade i Catalogue of Life.

## Utbredning
I Finland har Rödnörel observerats i nordvästligaste Enontekis.

## Bildgalleri

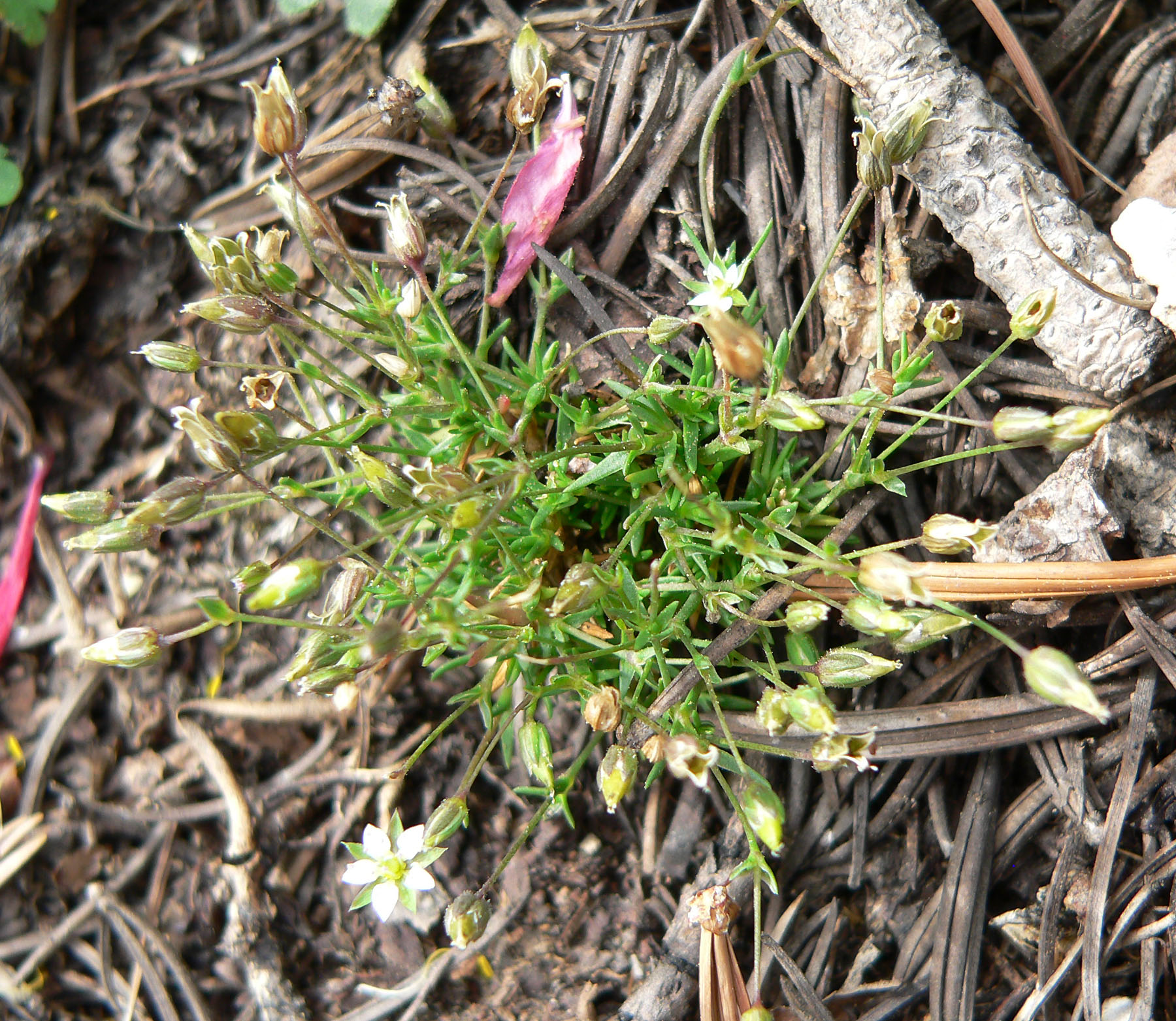
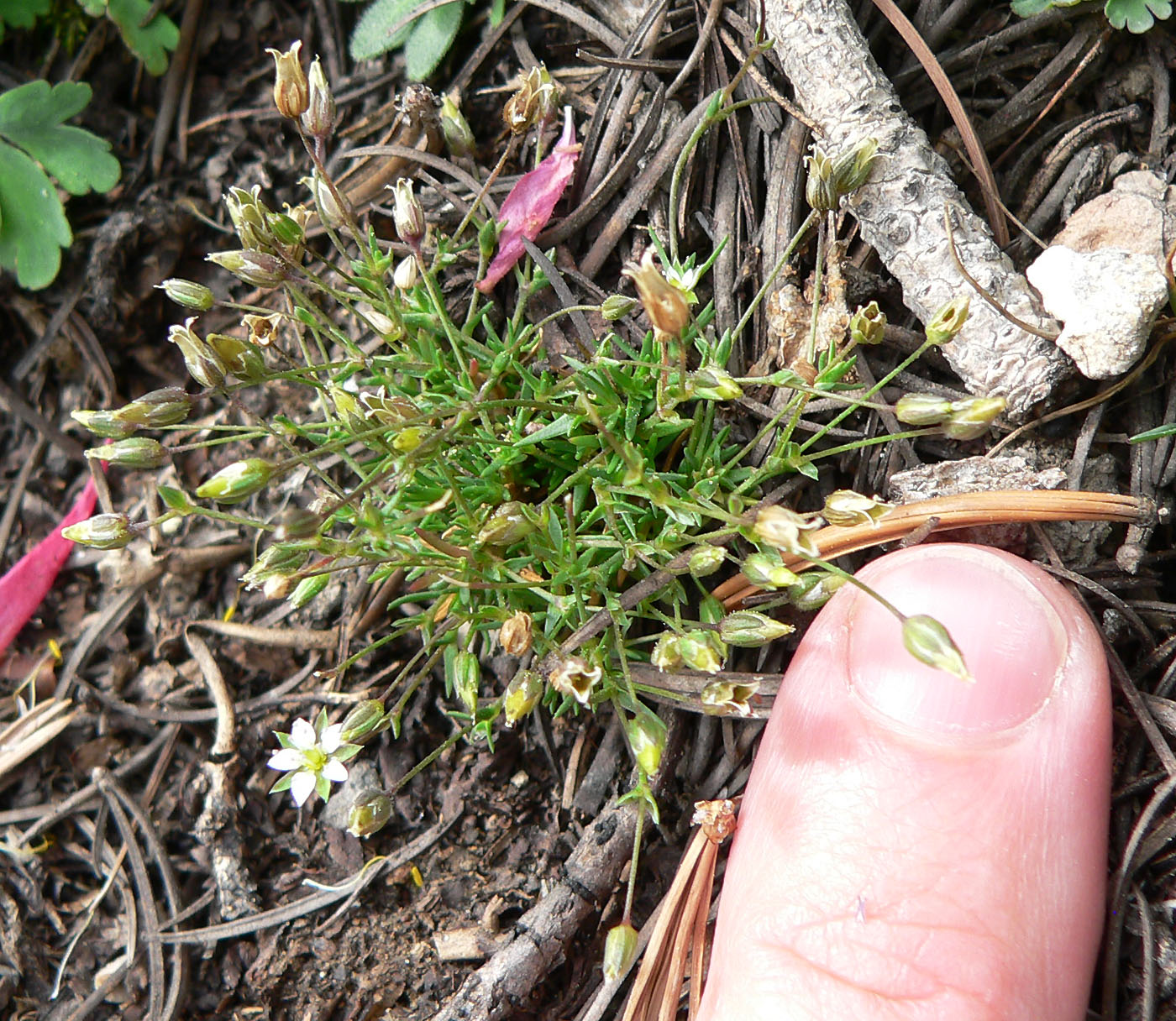
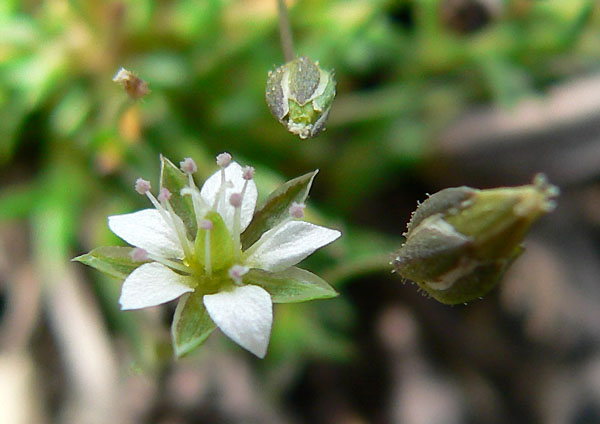
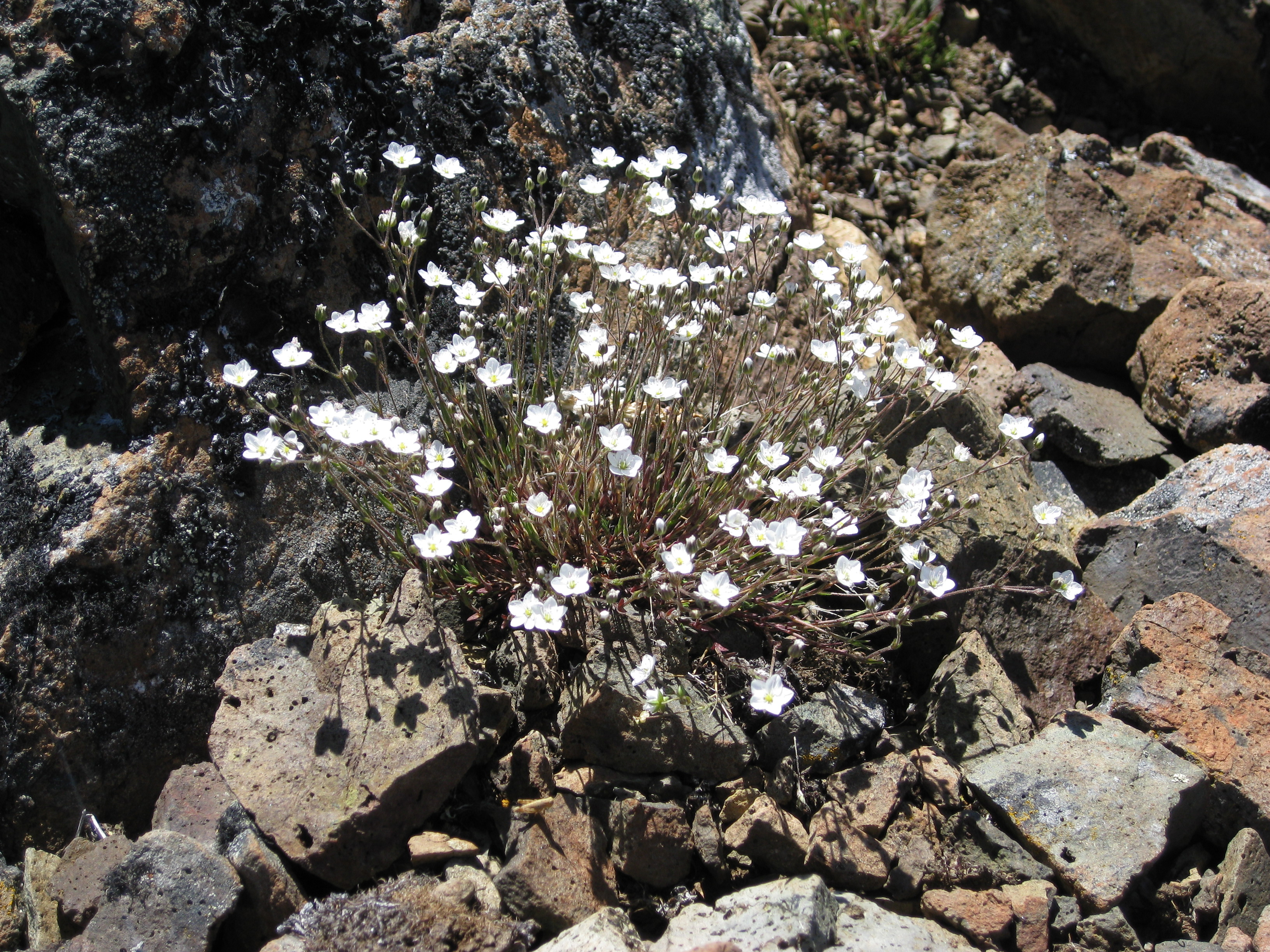
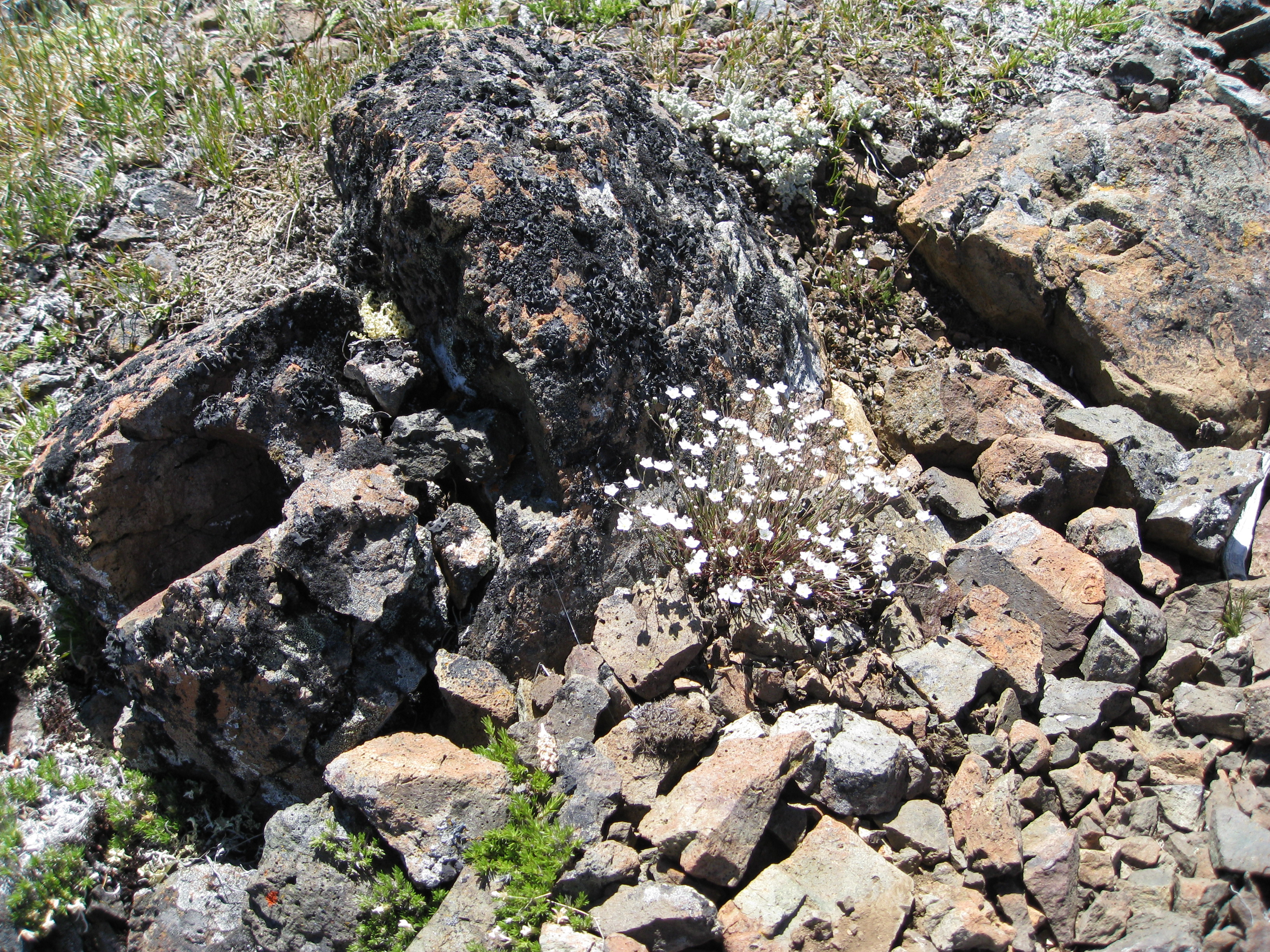